# Karl Kippenberger

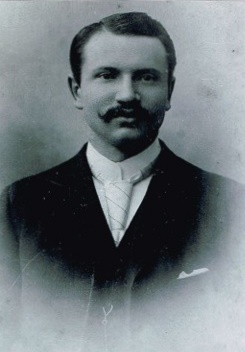
Karl Kippenberger (1892)

Karl Kippenberger (* 23. Mai 1868 in Siegen; † 31. März 1937 in Bonn) war ein deutscher Pharmazeut und Chemiker, nach heutigen Begriffen ein Toxikologe.

## Leben
Kippenberger besuchte das Realgymnasium Siegen. Nach dem Abitur studierte er ab 1889 Chemie an der Hessischen Ludwigs-Universität. Zum Studium der Pharmazie wechselte er an die Friedrich-Alexander-Universität Erlangen, an der er 1891 das pharmazeutische Staatsexamen absolvierte und 1892 zum Dr. phil. promovierte.
Nachdem er 1895 die Prüfung als Nahrungsmittelchemiker bestanden hatte, ging er für das Studium der technischen Chemie an die Ludwig-Maximilians-Universität München und die Universität Zürich. Er habilitierte sich bei Georg Lunge und wechselte 1896 an die Universität Jena. Das Auswärtige Amt empfahl ihn nach Kairo, wo er als Nachfolger von E. Sickenberger bis 1898 an der École de médicine et de pharmacie lehrte. Bei der Rückkehr wurde er mit dem Professorentitel geehrt.
Als Privatdozent für angewandte Chemie und Nahrungsmittelchemie ging er im Juni 1900 an die  Albertus-Universität Königsberg. Im Oktober 1903 wechselte er an die Rheinische Friedrich-Wilhelms-Universität Bonn. Sie ernannte ihn 1906 zum a.o.Professor und Abteilungsvorsteher der nahrungsmittel-chemischen Abteilung des chemischen Instituts. Seit 1890 war er Mitglied, seit 1935 als Corpsschleifenträger, des „Apothekercorps“ Guestphalia Erlangen.

## Werke
- Beiträge zur Reinisolirung, quantitativen Trennung und chemischen Charakteristik von Alkaloiden und glycosidartigen Körpern in forensen Fällen, mit besonderer Rücksicht auf den Nachweis derselben in verwesenden Cadavern. C. W. Kreidel  1895. GoogleBooks
- Grundlagen für den Nachweis von Giftstoffen bei gerichtlich-chemischen Untersuchungen. Berlin 1897. GoogleBooks
- Aufgaben einer wissenschaftlichen gerichtlichen Chemie der Gegenwart, 1900. Neudruck Kessinger 2010,  GoogleBooks
- Über Beziehungen der Chemie zur Rechtspflege. Nach einem Vortrage, gehalten vor der Juristischen Gesellschaft zu Bonn am 12. Juni 1911. GoogleBooks